# Copăcel, Brașov
Copăcel (în maghiară: Kopacsel) este un sat în comuna Hârseni din județul Brașov, Transilvania, România.

## Lăcașuri de cult
Biserica română unită „Buna Vestire”, datând din 1726, este un monument reprezentativ pentru iradierea artei brâncovenești în Transilvania. Are un plan dreptunghiular, turn-clopotniță (adăugat în 1797), ancadramente brâncovenești și pictură sub var.

## Istorie

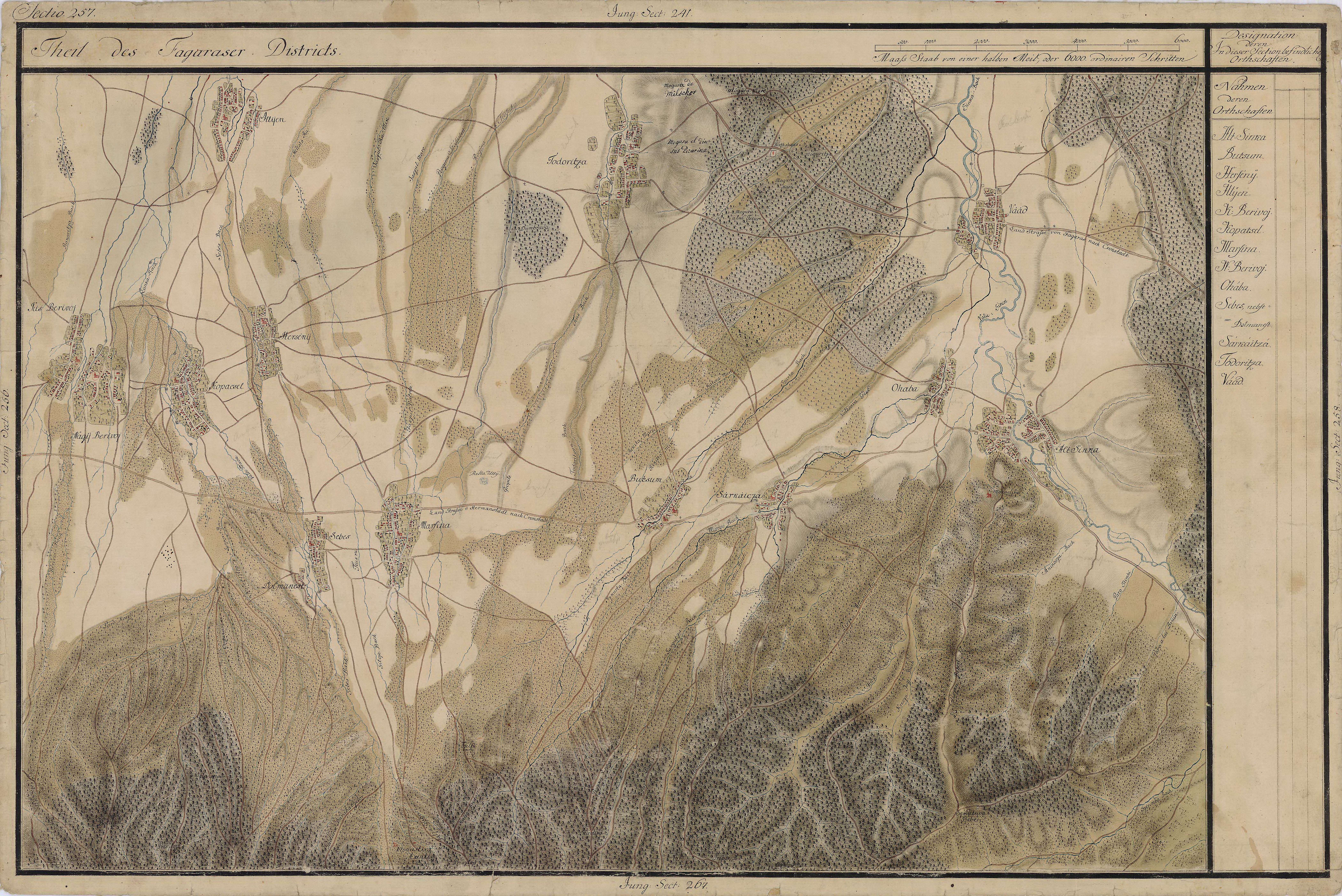
Copăcel în Harta Iosefină a Transilvaniei, 1769-1773

- În anul 1733, când în Ardeal a fost organizată o conscripțiune[4], la cererea episcopului greco-catolic Ioan Inocențiu Micu-Klein, în localitatea românească[5] Copăcel erau recenzate 55 de familii, cu alte cuvinte vreo 275 de persoane. În localitatea făgărașană Copăcel (cu denumirea cu ortografie maghiară: Kopacsel) funcționau 4 preoți greco-catolici: Sztréza (Streza), Rád (Radu), Iuon (Ion) și Mány (Maniu ?). La Copăcel, în acel an 1733, exista o biserică.[6][7] Denumirea localității (Kopacsel), precum și numele preoților erau redate cu ortografie maghiară, întrucât rezultatele recensământului erau destinate unei comisii formate din neromâni, îndeosebi maghiari.[8]

## Personalități
- Vasile Suciu (1873-1935), arhiepiscop de Făgăraș și Alba Iulia, mitropolit al Bisericii Române Unite cu Roma, delegat la Marea Adunare Națională de la Alba Iulia din 1918
- Valer Comșa (1877 - 1922), preot unit la Copăcel. Delegat la Marea Adunare Națională de la Alba Iulia, membru al Marelui Sfat Național Român, la 1 decembrie 1918.

## Imagini

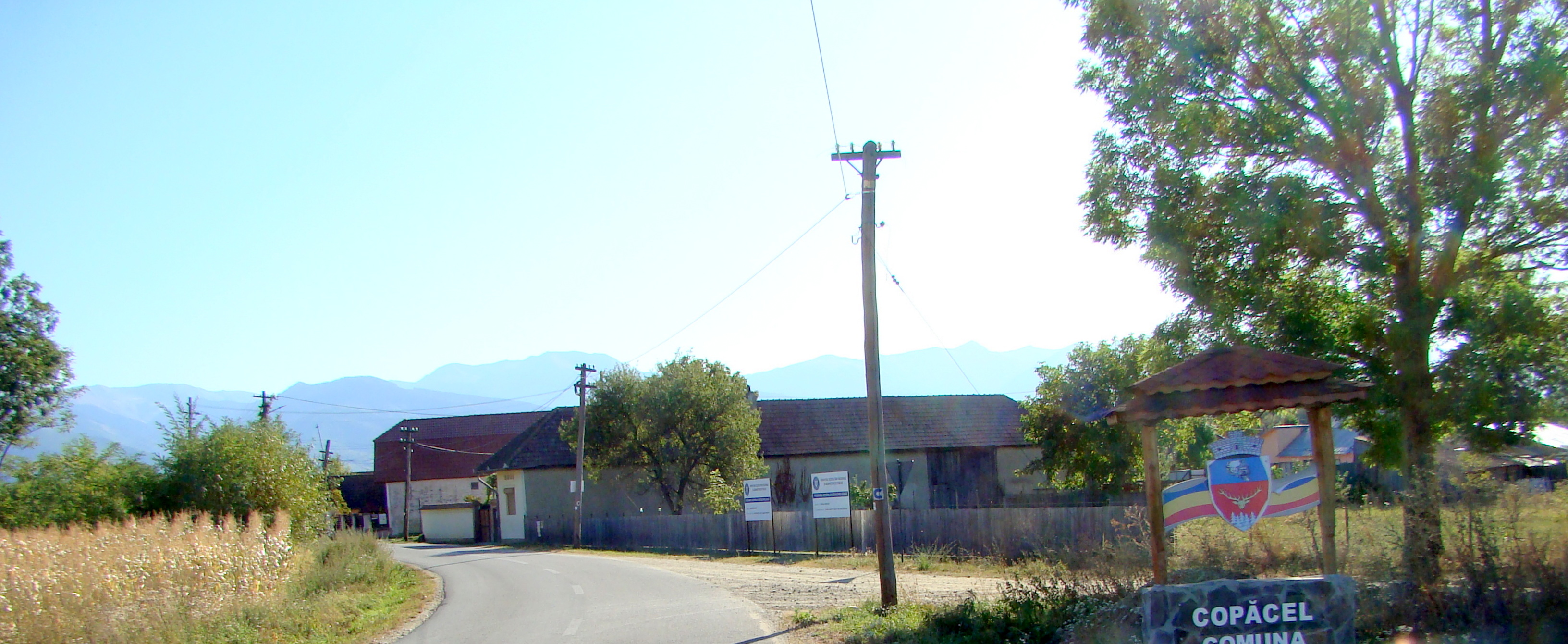
Intrarea în localitate
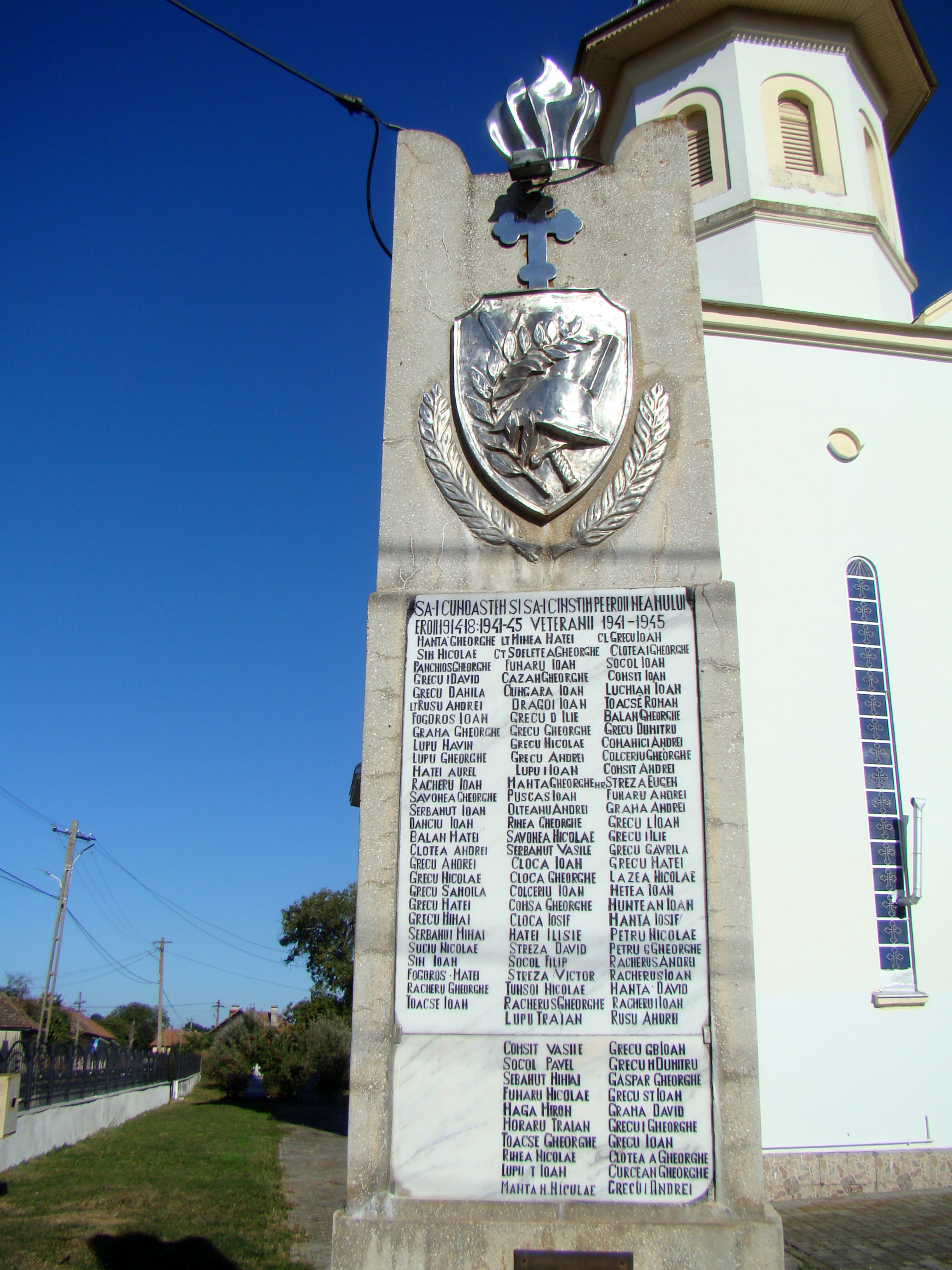
Monumentul eroilor
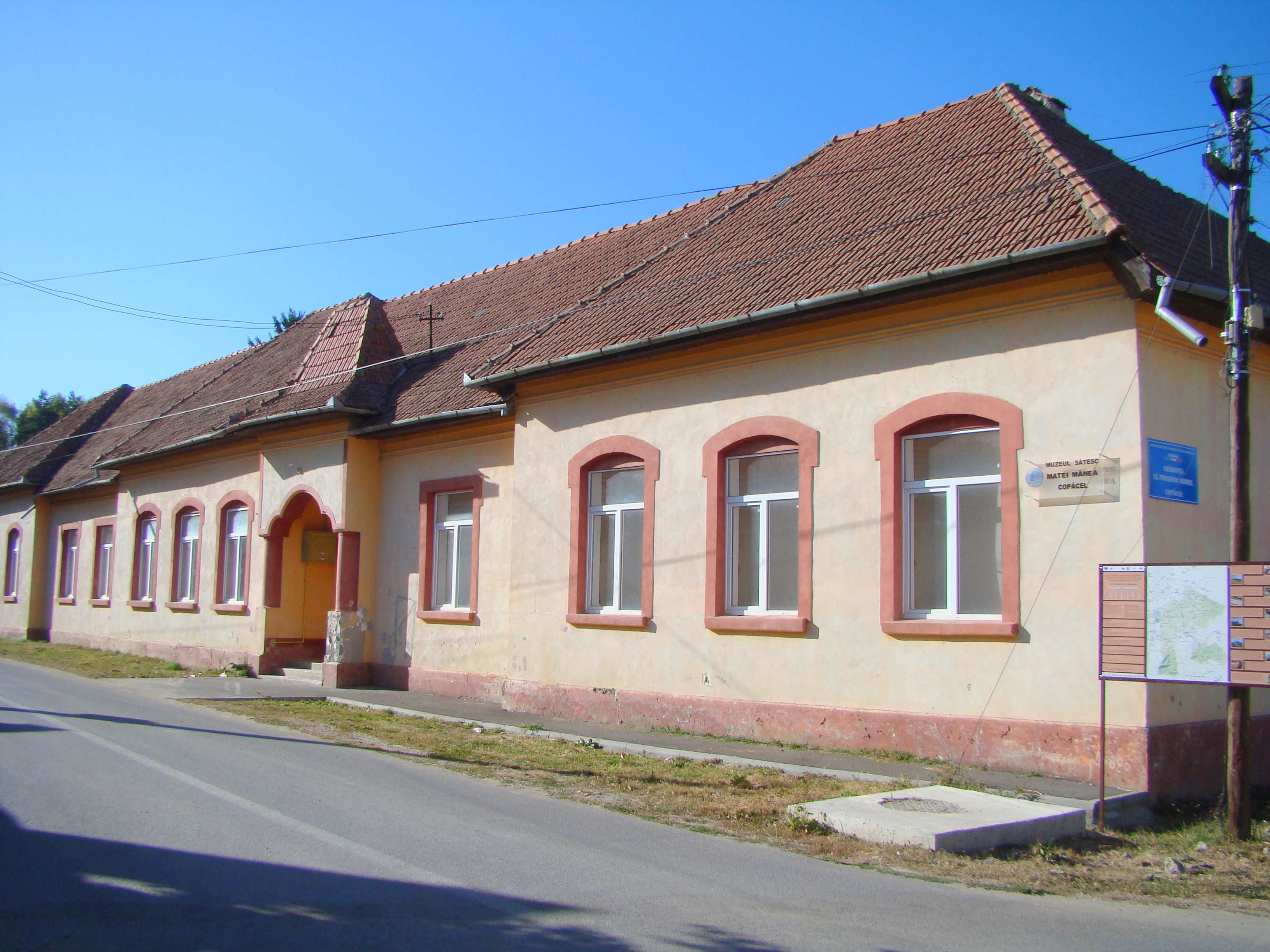
Muzeul sătesc „Matei Mânea”
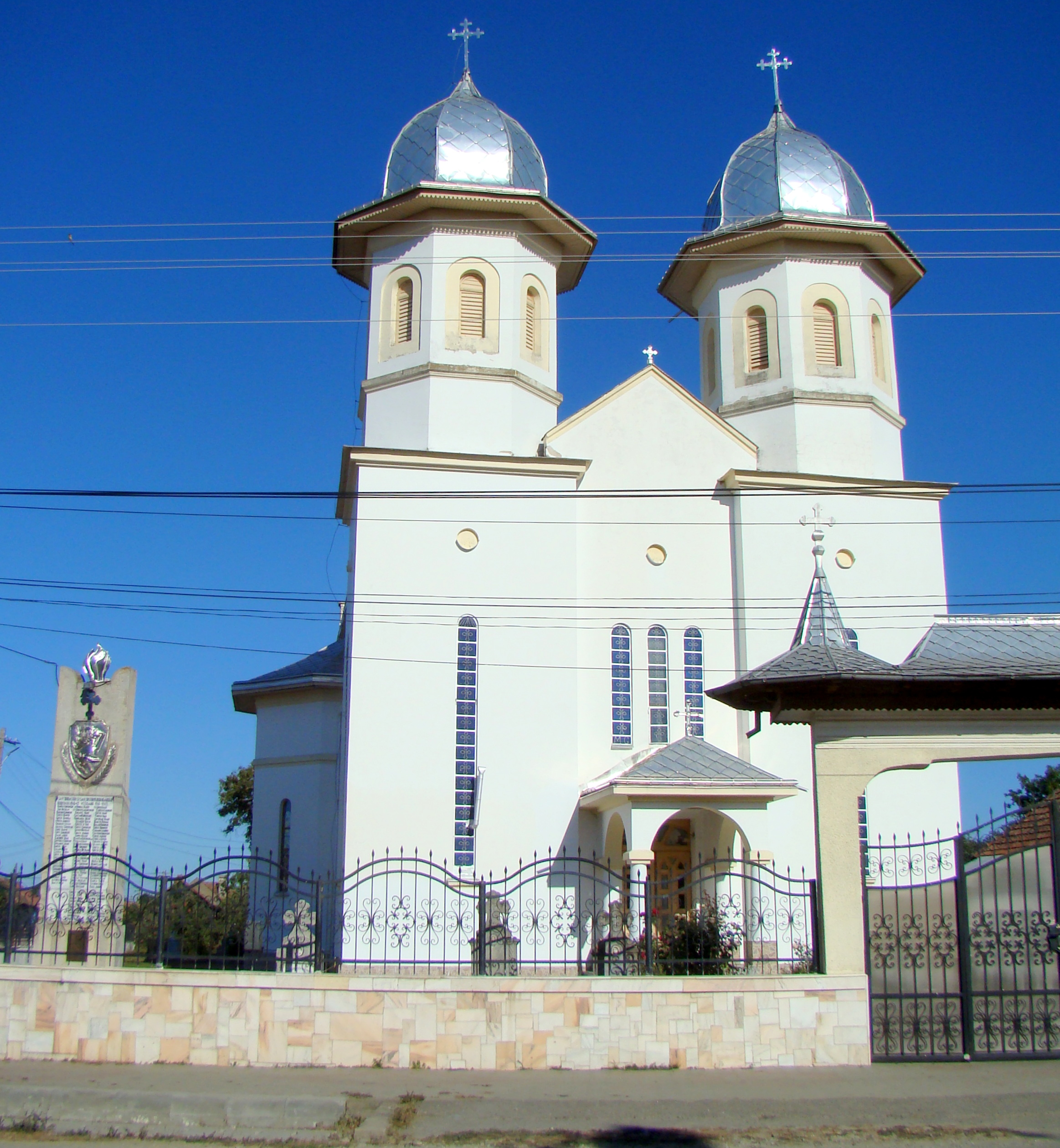
Biserica ortodoxă „Sfânta Treime”
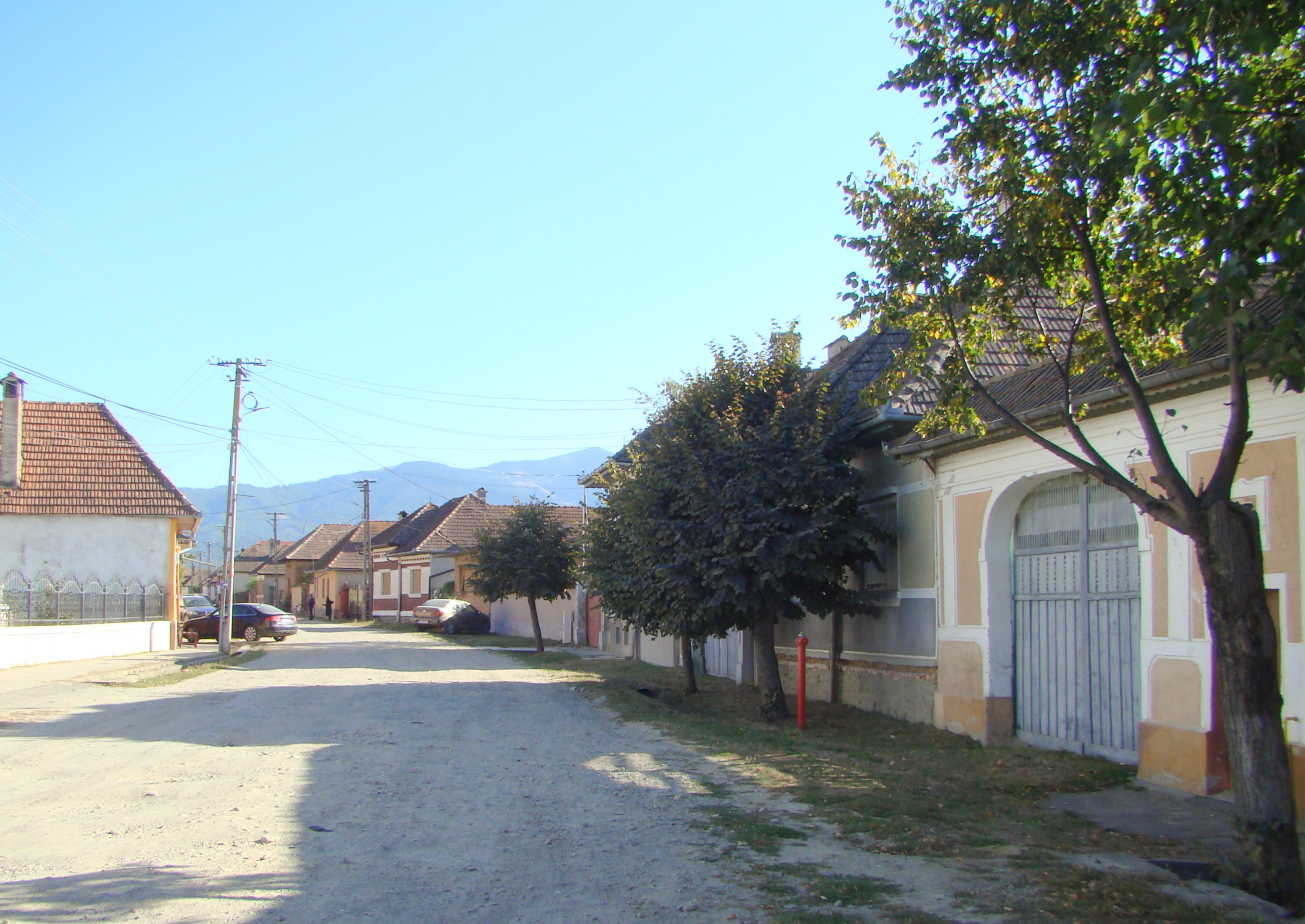